# La Maison des amants
Pour plus de détails, voir Fiche technique et Distribution.
La Maison des amants est un film franco-canadien réalisé par Jean-Paul Sassy et sorti en 1975.

## Fiche technique
- Titre : La Maison des amants
- Titre original : House of Lovers
- Autres titres : 
  - Brutalités amoureuses
  - La Grande Trique
  - L'Obsédée sexuelle
- Réalisation : Jean-Paul Sassy[1]
- Scénario : Patrick Cummings - Yves Jamiaque (adaptation)
- Photographie : Paul Van der Linden
- Musique : Laurent Petitgirard
- Production : Trans Cinéma Production - Cinépix Film
- Pays d'origine :  France -  Canada
- Durée : 82 minutes
- Date de sortie : France - 10 septembre 1975

## Distribution
- Anna Gaël : Catherine
- Benoît Girard : David
- André Cartier : Luc
- David Picaud : Chris
- Paula Stronberg : Fancy
- Blair Brown : Jojo
- Gordon Warren : Gris
- Micheline Guérin : Frances
- Laurie Waller-Benson : Penny
- Julie Wildman : Virginia